# Peter Roovers
Petrus Hendrik Marie (Peter) Roovers (Rotterdam, 10 mei 1902 - Heijen, 24 maart 1993) was een Nederlands beeldhouwer.

## Biografie
Roovers studeerde aan de Academie voor Beeldende Kunsten in Rotterdam, de École des Beaux Arts in Parijs en het atelier van Émile-Antoine Bourdelle, leerling van Auguste Rodin. 
Hij woonde en werkte in Mook (1936-1949) en Heijen (1949-1993). In 1948 kocht hij de ruïne van het kasteel Heijen, een complex dat in de Tweede Wereldoorlog erg was beschadigd. Samen met zijn echtgenote Louise Nederveen restaureerde hij het kasteel tot het huidige 'Huys Heijen', geïnspireerd door J.M.H.F.J. baron de Weichs de Wenne (1888-1965), burgemeester van Wanssum en Meerlo en Jhr dr E.O.M. van Nispen tot Sevenaer, directeur van Monumentenzorg.
Hij werkte in brons, steen, hout, keramiek, terracotta, gips. Hij maakte 11 oorlogsmonumenten, fonteinen, religieuze kunst, decoraties aan openbare gebouwen, en aan de passagiersschepen van de Holland America Lijn , naakten en portretten. Hij kreeg veel opdrachten voor religieuze beelden en oorlogsmonumenten, vooral in Zuid-Nederland.
Verder maakte hij in opdracht van verschillende opdrachtgevers, bustes en portretten van de opeenvolgende vorstinnen Wilhelmina, Juliana en Beatrix.

## Werk

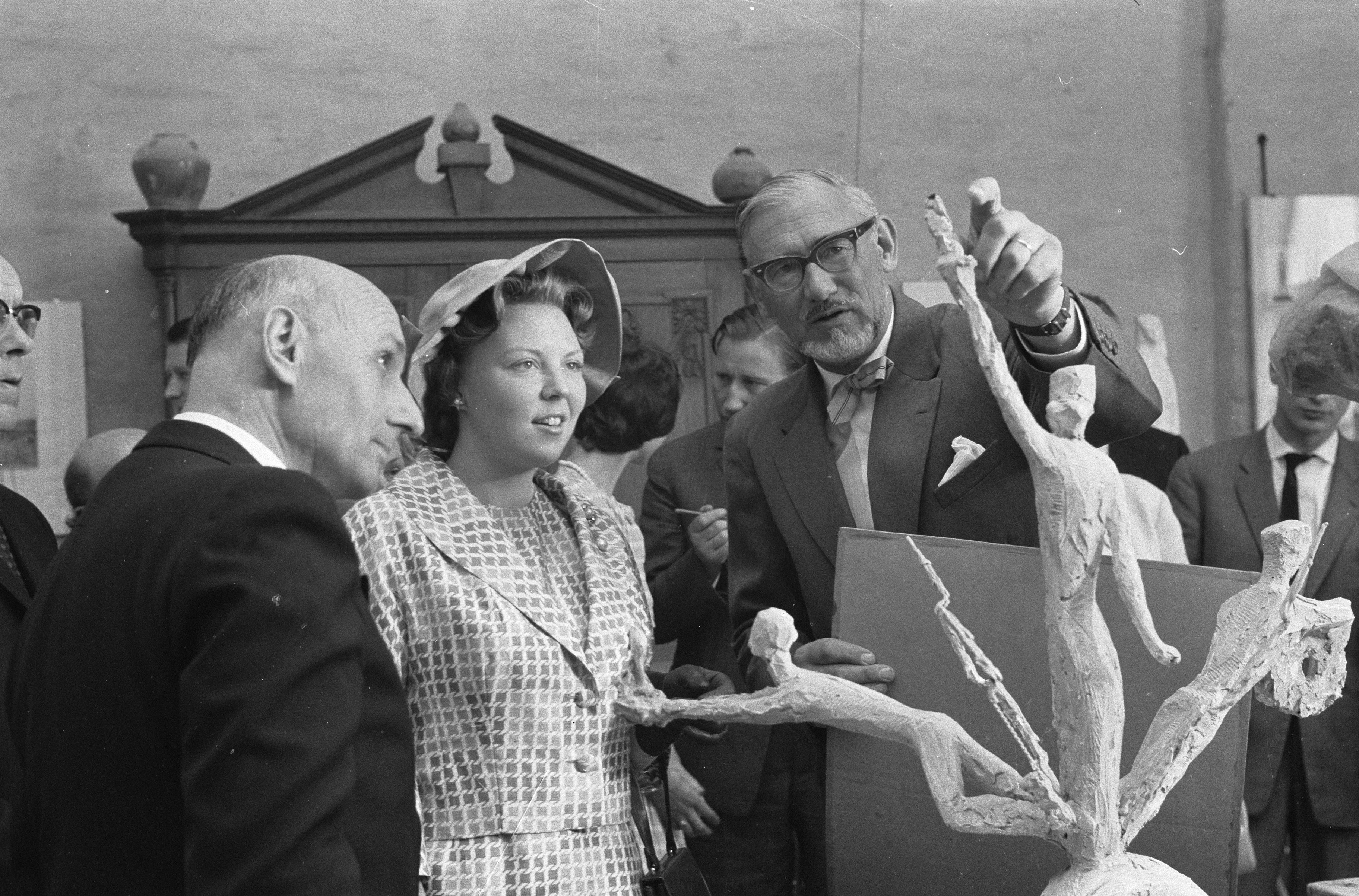
Roovers schenkt prinses Beatrix een beeld (1960)

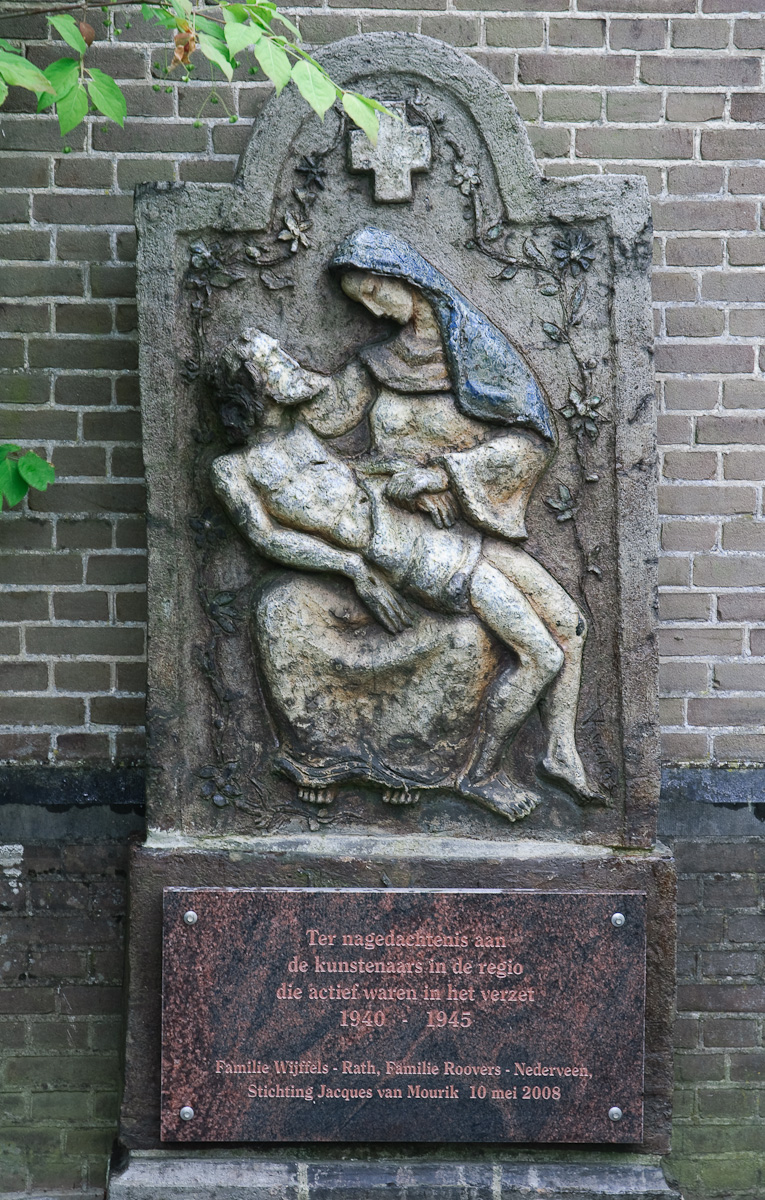
Verzetsmonument (2008), Mook

Enkele van zijn sculpturen in de openbare ruimte zijn:
- 1946 - Heilig Hartbeeld (Ottersum)
- 1947 - oorlogsmonument (epitaaf en schrijn), Oranjegalerij, Wolvenhoek, 's-Hertogenbosch (onthulling 3 mei 1947)
- 1947 - Mariabeeld, kapel 'Onze-Lieve-Vrouw van de Dwaallichtjes', Mortel, Mook
- 1947 - Maria met Kind, Mariakapel 'Hertogin van Brabant', Grave
- 1948 - Heilig Hartbeeld (Loosbroek)
- 1949 - oorlogsmonument, Langenboomseweg, Mill
- 1949 - oorlogsmonument 'Sint-Joris en de draak', Willem van Oranjelaan, 's-Hertogenbosch
- 1950 - monument kanalisatie van de Maas, Provincialeweg, Grave-Cuijk
- 1951 - oorlogsmonument, Raadhuisstraat, Hengelo (Gelderland) (onthulling 31 augustus 1951)
- 1952 - Heilig Hartbeeld (Helden)
- 1952 - Heilig Hartbeeld (Uden, Birgittinessenklooster), oorspronkelijk (1949) gemaakt voor Helden
- 1953 - Verzetsmonument, Hekellaan, 's-Hertogenbosch
- 1953 - oorlogsmonument Gedachteniskapel, Markt, Schijndel
- 1954 - Nationaal Monument 'De Nederlandse Maagd', Koningin Wilhelminaplein, Eede (onthulling 13 maart 1954)
- 1956 - Madonna-monument ter nagedachtenis aan kapelaan Koopmans, Kapelaan Koopmansplein, 's-Hertogenbosch (onthulling 22 september 1956)
- 1958 - standbeeld Koningin Wilhelmina, Markt Geleen. Het eerste standbeeld in Nederland van Wilhelmina als vorstin.
- 1968 - bevrijdingsmonument, Mgr. Boermansstraat, Venlo (onthulling 23 juni 1968)
- 1969 - Het landbouwertje, student aan de Rijks Hogere School voor tropische en sub-tropische landbouw ter gelegenheid van het tiende lustrum van het toenmalige Deventer Landbouw Corps "Nji-Sri". Verwijderd na vandalisme en vernietigd. Sinds 2005 staat er op dezelfde plek een replica door Frans Erdtsieck.
- 1972 - De Koperteut, beeld van de 18e-eeuws handelsreiziger in koperwaren uit De Kempen die zelfs te voet tot in Denemarken geraakte, plaats: Dorpstraat-Kerkstraat Luyksgestel
- 1977 - monument Kiste Trui, Raadhuisplein Mook
- 2008 - Monument voor het kunstenaarsverzet, Kerktuin Mook (de Piëta in keramiek - gemaakt tijdens de Tweede Wereldoorlog als grafsteen in opdracht van zijn verzetsvriend Frans Wijffels - kreeg een tweede leven als monument voor het verzet van kunstenaars waaraan ook Roovers en zijn vrouw deelnamen, onthuld 10 mei 2008)